# Melitopoli Motorgyár
A Melitopoli Motorgyár, rövidítve MeMZ (ukránul: Мелітопольський моторний завод, rövidítve: МеМЗ) gépkocsimotorokat és sebességváltókat gyártó vállalat az ukrajnai Melitopolban. 1975-től AvtoZAZ-Motor néven az AvtoZAZ része.

## Története
A motorgyár elődjének számító öntödét és gépgyárat egy Zaferman nevű ukrajnai zsidó vállalkozó alapította 1908-ban. A különféle gépek és berendezések mellett olajmotorokat is gyártott. A bolsevik forradalmat követően kollektív tulajdonba került a „Második Szovjet Üzem” nevet kapott gyár. A gazdasági válság, valamint a polgárháborús időszak miatt azonban a termelés jelentősen visszaesett. Az 1925-ben a „Pobeda” névre átkeresztelt gyár főleg mezőgazdasági gépekhez és kisebb halászhajókhoz készített dízelmotorokat. 1931-ben került állami tulajdonba és „Szojuzgyizel” vállalatcsoport része lett. 1936-ban átnevezték, az új elnevezése „Mikojan” Dízelmotorgyár lett. A második világháború alatt, 1941-ben a német támadás elől a keleti területekre evakuálták a gyárat, amely csak 1944-ben tért vissza ismét Melitopolba. A Szovjetunió Minisztertanácsa 1958-ban döntött a kis hengerűrtartalmú gépkocsimotorok gyártásáról Melitopolban. A gyár ekkor kapta a Melitopoli Motorgyár (MeMZ) nevet. 1960-ban kezdődött a gépkocsimotorok sorozatgyártása. 1974 szeptemberében készült el az egymilliomodik motor, egy MeMZ–968 típusú motor. 1975 októberében a Melitopoli Motorgyárat az AvtoZAZ járműgyártó vállalatba integrálták. 1998. március 15-én a dél-koreai Daewoo megvásárolta az AvtoZAZ-t. Az addig annak részeként működött motorgyár AvtoZAZ-Motor néven vált az AvtoZAZ-Daewoo részévé. A Daewoo-val való együttműködést követően jelentős korszerűsítéseket hajtottak végre a gyártásban és a motorokon is. A Daewoo kivonulását követően, 2003-ban az UkrAvto holding szerezte meg az AvtoZAZ fölötti irányítást, de tulajdonrésze van benne a svájci Hirsch cégnek is. Az AvtoZAZ átalakult Zaporizzsjai Gépjárműgyártó Vállalattá, amelynek része lett az AvtoZAZ-Motor nevet viselő Melitopoli Motorgyár is.

## A motorgyártás

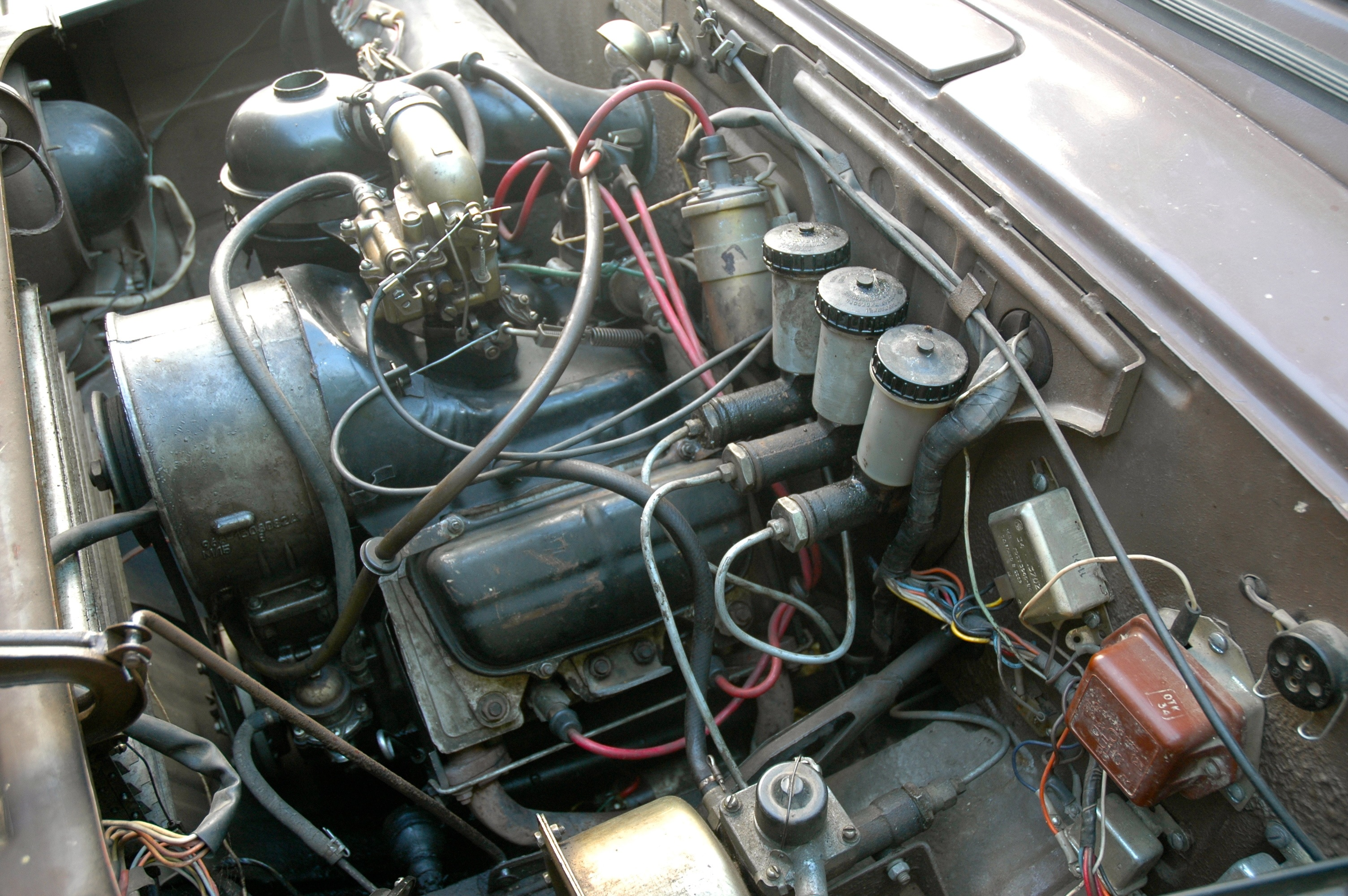
A MeMZ–968-as LuAZ terepjárókban alkalmazott változata, a MeMZ–969A motor

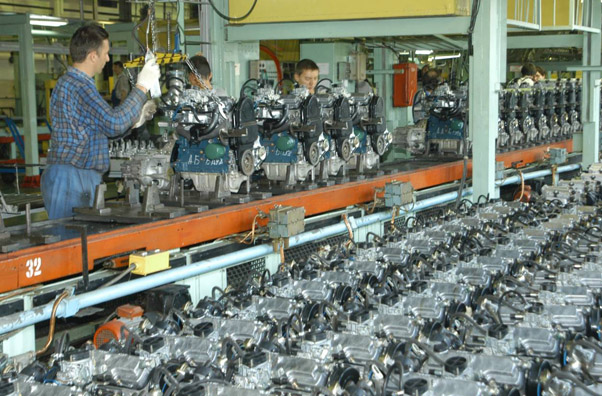
MeMZ motorok a gyártósoron 2012-ben

A négyhengeres léghűtéses benzinmotorok gyártása 1960-ban kezdődött. A MeMZ tevékenységét évtizedekig meghatározó motortípus első változata volt a MeMZ–965. A motort a szovjet „népautóban”, a Zaporozsec különféle változataiban alkalmazták. Az első változat, a MeMZ–965 V4-es kialakítású, léghűtéses, négyütemű benzinmotor volt, amely 17,2 kW (23 LE) teljesítményt adott le. Habár a motor kis teljesítményű volt, mégis jelentős volt a hőtermelése, a léghűtés elégtelensége miatt pedig hajlamos volt a túlmelegedésre. A motort a ZAZ–965-ös Zaporozsecnél alkalmazták. A MeMZ–965-t 1963-ban áttervezték, modernizálták. A továbbfejlesztett, MeMZ–965A típusjelű motor gazdaságosabb üzemű volt elődjénél, 20,1 kW (27 LE) teljesítményt szolgáltatott. A Zaporozsec következő változatában, a ZAZ-965A-ban alkalmazták. Ezt a motort később MeMZ–966 néven a Zaporozsec  következő modelljénél, az 1974-ig gyártott ZAZ–966-nál is alkalmazták. A MeMZ V4-es motor-sorozatának utolsó tagja, az 1,2 l-es MeMZ-968, amely már 29,8 kW (40 LE) teljesítményt adott le, 1971-től készült Melitopolban. A motor sorozatgyártását a Zaporozsecek gyártásának 1994-es beszüntetését követően állították le.
Az AvtoZAZ-ba történt beolvasztást követően indultak el a Zaporozsec utódának szánt kompakt kisautóba szánt négyhengeres, folyadékhűtésű motor tervezési munkálatai. Az első kísérleti példány 1979-re készült el. A Zaporizzsjai Autógyár ZAZ–1102-es típusába először 1982-ben építették be a MeMZ–245 típusjelet kapott motort. A soros, négyhengeres, 1,1 l-es, 37,3 kW (50 LE) teljesítményű motor, valamint a később Tavrija nevet kapott ZAZ–1102 sorozatgyártása 1988-ban indult be. A MeMZ–245-t később kisebb módosításokkal, többféle változatban (MeMZ–2451) is gyártották. Elkészítették a nagyobb, 1,2 l-es, 43,2 kW (58 LE) teljesítményű változatát is. A kissé áttervezett MeMZ–2452 motort 1991-től a Luckban működő LuAZ is alkalmazta saját járművén, a „Voliny” típusú kisteherszállítónál.
Az 1998-as AvtoZAZ-Daewoo házasságot követően a koreai autógyár technológiai segítségével továbbfejlesztették a MeMZ–245-sorozatot, és 1999-től gyártották a Tavrija Szlavuta típushoz. 2001-re fejlesztették ki a jelenleg is gyártott 1,3 l-es, 47 kW-os (63 LE) MeMZ–301 típust, amelyet a Tavrija Szlavuta modellen kívül a ZAZ által Ukrajnában gyártott Daewoo Sens típusba is beépítettek. 2002-ben elkezdték a Melitopoli Motorgyár ezidáig legkorszerűbb gyártmányának, az elektronikus vezérlésű, üzemanyag-befecskendezős MeMZ–307 típusnak a gyártását, majd később az Euro–2-es környezetvédelmi előírásoknak is megfelelő MeMZ–3071 típus is megjelent.

## Külső hivatkozások
- A Melitopoli Motorgyár honlapja (oroszul) Archiválva 2006. december 5-i dátummal a Wayback Machine-ben